# Andrea Bodó
Andrea Bodó (* 4. August 1934 in Budapest; † 21. September 2022 in Novato, Vereinigte Staaten) war eine ungarische Turnerin, die vier Medaillen bei Olympischen Spielen gewann.

## Sportliche Karriere
Andrea Bodó nahm 1952 an den Olympischen Spielen in Helsinki teil. Die ungarische Riege gewann die Silbermedaille im Mannschaftswettbewerb hinter den Turnerinnen aus der Sowjetunion. In der Einzelwertung belegte Bodó den 28. Platz. Am Boden erreichte sie den 19. Platz und am Stufenbarren den 16. Platz. Eine bessere Platzierung in der Einzelwertung verpasste sie durch den 94. Platz am Schwebebalken. In der abschließend ausgetragenen Gruppengymnastik mit Handgeräten gewann die schwedische Mannschaft vor der Sowjetunion und den Ungarinnen.
Vier Jahre später gehörte Andrea Bodó auch bei den Olympischen Spielen in Melbourne zur ungarischen Riege, die wie vier Jahre zuvor die Silbermedaille im Mannschaftswettbewerb erturnte. In der Einzelwertung belegte sie den 14. Platz. Ihre besten Platzierungen an den Geräten war der 13. Platz im Sprung und am Stufenbarren, am Schwebebalken erreichte sie diesmal den 16. Platz. Den Wettkampf in der Gruppengymnastik gewannen die Ungarinnen in der Besetzung Andrea Bodó, Erzsébet Gulyás, Ágnes Keleti, Alíz Kertész, Margit Korondi und Olga Tass vor den schwedischen Titelverteidigerinnen.
Wie so viele ungarische Sportlerinnen und Sportler kehrte Andrea Bodó nach den Olympischen Spielen in Melbourne nicht in das von der Niederschlagung des Volksaufstandes geprägte Ungarn zurück. Sie blieb in den Vereinigten Staaten und war später als Sportpsychologin und als Betreuerin in der Rhythmischen Sportgymnastik tätig. Als Punktrichterin in der Sportgymnastik nahm sie an vier Olympischen Spielen teil.